# League of Legends EMEA Championship

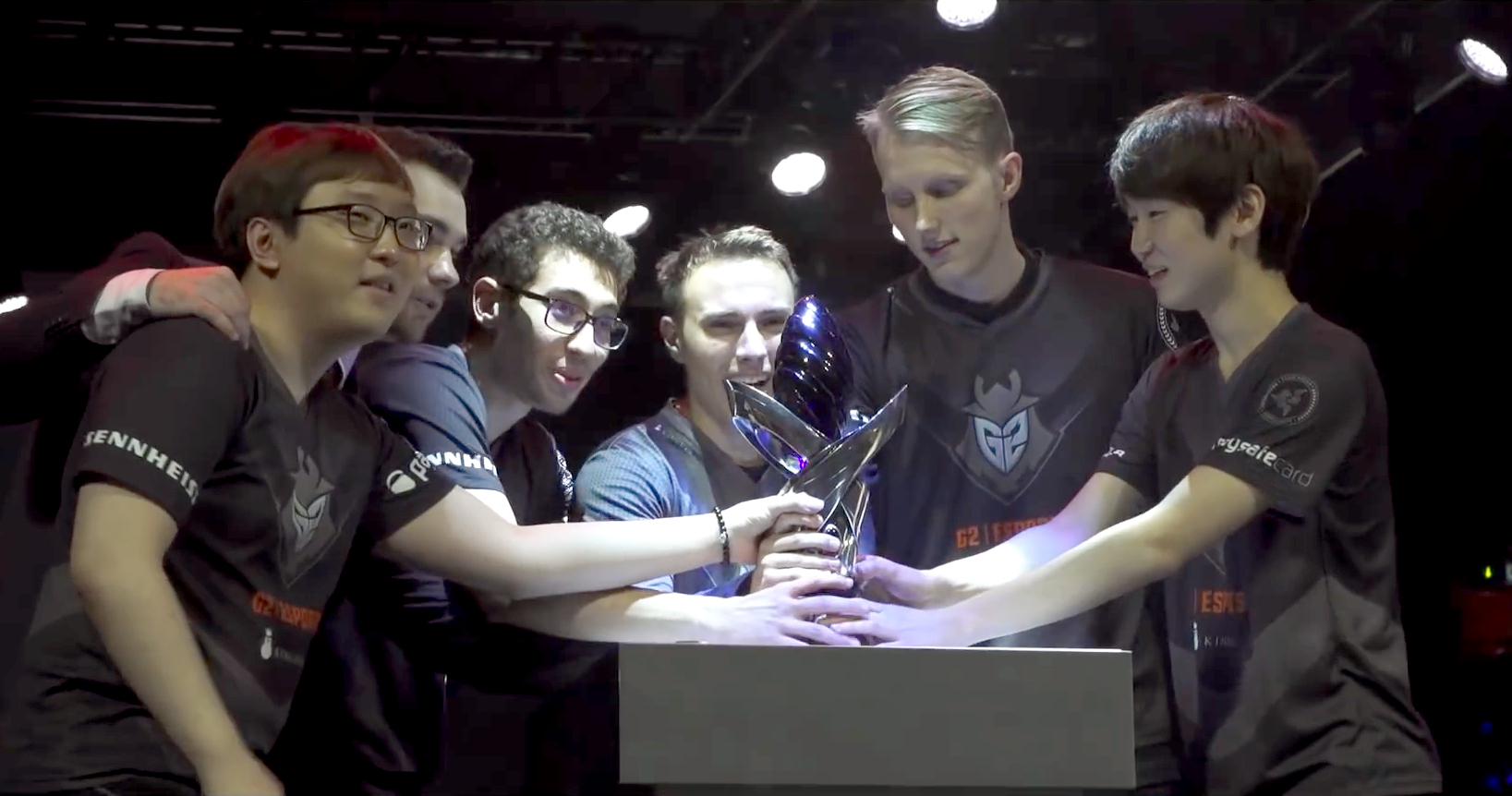
G2 Esports nach dem Sieg der EU LCS Summer 2016

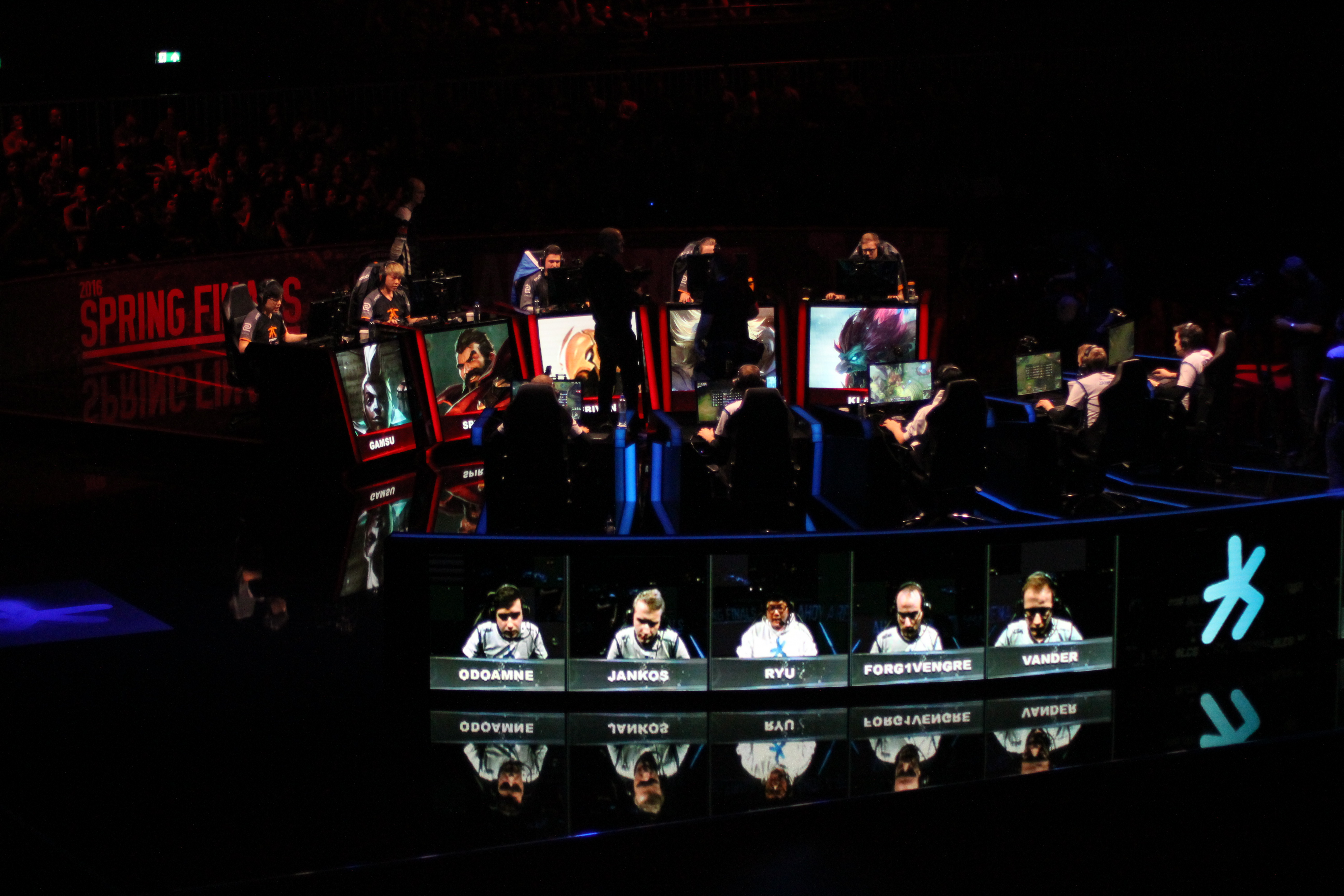
Partie zwischen Fnatic und H2k-Gaming in den Playoffs (Sommer 2016)

League of Legends EMEA Championship (kurz: LEC), bis 2022 League of Legends European Championship sowie bis 2018 European League of Legends Championship Series (kurz: EU LCS), ist eine E-Sport-Profiliga in League of Legends (LoL). Dabei handelt es sich um ein Spiel aus dem MOBA-Genre, bei dem zwei Teams – bestehend aus jeweils fünf Spielern – gegeneinander antreten.
Der reguläre Austragungsort war ursprünglich Köln, seit 2015 liegt dieser in Berlin-Adlershof. Besitzer und Veranstalter der Liga ist Riot Games. Über die Videostreaming-Plattformen Youtube und Twitch erreicht die Liga regelmäßig sechsstellige Zuschauerzahlen, in der Spitze schalten über eine Million Zuschauer die Übertragungen ein.

## Bedeutung und Organisation
Die LEC wurde im August 2012 erstmals angekündigt (damals noch unter dem Namen EU LCS, analog zur nordamerikanischen NA LCS); die Austragung begann im Februar 2013.
2013 und 2014 traten acht Mannschaften in der Liga an, 2015 wurde die Anzahl auf zehn Teams erhöht. Die Saison war dabei in zwei Abschnitte (Splits) aufgeteilt: den Spring Split (etwa von Februar bis Mai) und den Summer Split (etwa von Juni bis September). Die Ergebnisse der Splits fungieren als Qualifikation für die im Herbst stattfindende und mit mehreren Millionen US-Dollar dotierte League of Legends World Championship.
Die Teams sind verpflichtet, jedem Spieler ein Mindestgehalt in Höhe von 1.000 Euro im Monat zu bezahlen, mit jedem Einsatz steigt dieser Betrag jeweils um weitere 1.000 Euro. Wenn ein Spieler in einer Season in 18 oder mehr Spielen im Einsatz war, muss dieser mit mindestens 60.000 € pro Season bezahlt werden. (Stand: 2020) Zusätzlich werden erfolgsabhängige Preisgelder ausgeschüttet.
Zur Saison 2019 wurde die Liga von einem offenen System mit Aufstieg und Abstieg auf ein Franchising-System umgestellt. Organisationen mussten sich bei Veranstalter Riot Games für einen Startplatz in der neu formierten Liga bewerben, sowie im Falle eines Zuschlags Medienberichten zufolge einen Preis von 10,5 Millionen Euro zahlen. Bereits vor dem Franchising vertretene Teams mussten dagegen nur acht Millionen aufwenden. Die bis dahin als EU LCS bekannte Liga wurde im Zuge des Franchisings in LEC umbenannt. Auch die nordamerikanische Liga, die sich bis dahin die Marke mit der europäischen Liga geteilt hatte, wurde parallel von NA LCS zu LCS eingekürzt.
2021 wechselte erstmals seit Beginn des Franchisings ein Startplatz in der LEC seinen Eigentümer; der FC Schalke 04 erhielt für den Verkauf seiner Lizenz an das französisch-schweizerische Team BDS mit 26,5 Millionen Euro mehr als das dreifache des ursprünglichen Einkaufspreises.
Zur Saison 2023 wurde die Liga in League of Legends EMEA Championship umbenannt. Neben Europa vertritt die Region fortan auch Afrika und den nahen Osten. Pro Saison werden nun drei statt wie bisher zwei Splits ausgespielt.

## Modus
Jeder Split beginnt mit einer regulären Saison (Round Robin), auf die schließlich die Playoffs folgen. Während der Regular Season spielte bis 2014 jedes Team viermal gegen die anderen sieben Teams; insgesamt also 28 Spiele. Ab 2015 wurde im Zuge der Erweiterung auf 10 Teams statt 28 nur noch 18 Spiele pro Team gespielt, wobei jedes Team nur noch zweimal gegen jedes andere antritt. Die Spiele fanden regulär am Freitag und Samstag statt; in sogenannten Superweeks, in denen Teams jeweils drei Spiele absolvieren, wurde auch am Sonntag gespielt. Die Playoff-Paarungen werden seit dem Sommer 2014 alle im Best-of-5 Modus abgehalten. Zuvor gab es im Viertel- und Halbfinale einen Best-of-3 Modus.
Bis einschließlich 2014, wo die Liga nur aus acht Teams bestand, qualifizierten sich die besten sechs Teams für die Playoffs. Die zwei besten erhielten direkt ein Freilos für das Halbfinale, die Ränge 3–6 traten in zwei Viertelfinalpaarungen gegeneinander an. Neben dem Finale wurde ein Spiel um den dritten Platz ausgespielt, dazu wurde in einem Duell der beiden Verlierer aus dem Viertelfinale ein Teilnehmer für die Relegation ermittelt. Wie auch die beiden schlechtesten Teams auf den siebten und achten Rängen der regulären Saison mussten diese sich jeweils gegen ein Team aus der Challenger Series behaupten, um nicht abzusteigen.
Von 2015 bis 2016 gab es einen direkten Abstieg für das letztplatzierte Team, in der Relegation mussten nur noch die Teams auf den achten und neunten Rängen antreten. Das Team auf dem siebten Rang hat nach der regulären Saison bis zum nächsten Split Spielpause, während die besten sechs Teams sich wie zuvor für die Playoffs qualifizieren. 2016 wurden die Spiele der regulären Saison als Serien im Best-of-2-Modus ausgetragen, wobei sich die Teams mit jeweils einem Sieg in einer Serie Unentschieden voneinander trennen konnten.
Ab der Saison 2017 wurden die Teams vor jedem Split in zwei Gruppen à fünf Teams aufgeteilt. Innerhalb der Gruppen traten die Teams zweimal, zwischen den Gruppen nur einmal gegeneinander an. Die Aufteilung der Gruppen wurde im sogenannten "snake draft" ermittelt: Im Frühling führten die besten zwei Teams der Championship-Points-Rangliste der vergangenen Saison, im Sommer die beiden Finalisten des Frühlings die Gruppen an. Begonnen mit dem jeweils Erstplatzierten wiesen diese schließlich der jeweils anderen Gruppe ein Team zu, welches im Anschluss daran das Wahlrecht bekam; dieser Prozess wurde so lange fortgeführt, bis beide Gruppen gefüllt waren. Statt im Best-of-2 wurden die Serien der regulären Saison dazu nun im Best-of-3-Modus ausgespielt, womit keine Möglichkeit mehr auf ein Unentschieden bestand. Die besten drei Teams pro Gruppe qualifizierten sich für die Playoffs, wobei der jeweilige Gruppensieger direkt im Halbfinale starten durfte, während die beiden letztplatzierten Teams in die Relegation mussten.
2018 gab die Liga das System mit Gruppen und mehrere Spiele umfassende Serien wieder auf und kehrte zu dem Format zurück, das bereits 2015 bestanden hatte.
Im Zuge des Franchisings 2019 wurde die Relegation abgeschafft, womit alle Teams ihren Platz damit unabhängig von der Platzierung sicher haben. Die Playoffs wurden auf ein Double-Elimination-Format umgestellt, in dem die vier besten Teams in der oberen Hälfte starten und mit einer Niederlage in die untere Hälfte absteigen. Dort starten auch die fünft- und sechstplatzierten Teams, die nach nur einer Niederlage aus den Playoffs ausscheiden.
Das Siegerteam des Frühlingssplits qualifiziert sich seit 2015 für das im Frühjahr ausgetragene Mid-Season Invitational, nachdem 2014 bereits das All-Star-Turnier in einem ähnlichen Format stattgefunden hatte. In diesem Turnier treten die jeweiligen Siegerteams der internationalen Ligen gegeneinander an. Nach dem Summer Split findet die mit rund zwei Millionen US-Dollar dotierte League of Legends World Championship statt, für das sich mindestens drei Teams aus der LEC qualifizieren. Nach einer Erweiterung des Turniers erhielt die LEC 2020 einen vierten Startplatz, da G2 Esports im Jahr zuvor das Mid-Season Invitational gewonnen hatte; 2021 ging dieser an die koreanische Liga LCK über.
Seit 2023 gibt es drei statt wie zuvor zwei Saisonabschnitte (Splits): Winter, Frühling und Sommer.

## Überblick
| Liga   | Jahr | Saison | Preisgeld | Austragungsort (Finale) | Turniersieger |       | Finalist         |
| ------ | ---- | ------ | --------- | ----------------------- | ------------- | ----- | ---------------- |
| EU LCS | 2013 | Spring | 100.000 $ | Köln                    | Fnatic        | 3 : 2 | Gambit Gaming    |
| EU LCS | 2013 | Summer | 100.000 $ | Köln                    | Fnatic        | 3 : 1 | Lemondogs        |
| EU LCS | 2014 | Spring | 100.000 $ | Berlin                  | Fnatic        | 3 : 1 | SK Gaming        |
| EU LCS | 2014 | Summer | 100.000 $ | Köln                    | Alliance      | 3 : 1 | Fnatic           |
| EU LCS | 2015 | Spring | 100.000 $ | Madrid                  | Fnatic        | 3 : 2 | Unicorns of Love |
| EU LCS | 2015 | Summer | 100.000 $ | Stockholm               | Fnatic        | 3 : 2 | Origen           |
| EU LCS | 2016 | Spring | 100.000 € | Rotterdam               | G2 Esports    | 3 : 1 | Origen           |
| EU LCS | 2016 | Summer | 100.000 € | Krakau                  | G2 Esports    | 3 : 1 | Splyce           |
| EU LCS | 2017 | Spring | 200.000 € | Hamburg                 | G2 Esports    | 3 : 1 | Unicorns of Love |
| EU LCS | 2017 | Summer | 200.000 € | Paris                   | G2 Esports    | 3 : 0 | Misfits Gaming   |
| EU LCS | 2018 | Spring | 200.000 € | Kopenhagen              | Fnatic        | 3 : 0 | G2 Esports       |
| EU LCS | 2018 | Summer | 200.000 € | Madrid                  | Fnatic        | 3 : 1 | FC Schalke 04    |
| LEC    | 2019 | Spring | 200.000 € | Rotterdam               | G2 Esports    | 3 : 0 | Origen           |
| LEC    | 2019 | Summer | 200.000 € | Athen                   | G2 Esports    | 3 : 2 | Fnatic           |
| LEC    | 2020 | Spring | 200.000 € | Berlin / online         | G2 Esports    | 3 : 0 | Fnatic           |
| LEC    | 2020 | Summer | 200.000 € | Berlin / online         | G2 Esports    | 3 : 0 | Fnatic           |
| LEC    | 2021 | Spring | 200.000 € | Berlin                  | MAD Lions     | 3 : 2 | Rogue            |
| LEC    | 2021 | Summer | 200.000 € | Berlin                  | MAD Lions     | 3 : 1 | Fnatic           |
| LEC    | 2022 | Spring | 200.000 € | Berlin                  | G2 Esports    | 3 : 0 | Rogue            |
| LEC    | 2022 | Summer | 200.000 € | Malmö                   | Rogue         | 3 : 0 | G2 Esports       |
| LEC    | 2023 | Winter | 080.000 € | Berlin                  | G2 Esports    | 3 : 0 | MAD Lions        |
| LEC    | 2023 | Spring | 080.000 € | Berlin                  | MAD Lions     | 3 : 2 | Team BDS         |
| LEC    | 2023 | Summer | 080.000 € | Berlin                  | G2 Esports    | 3 : 0 | Excel Esports    |
| LEC    | 2023 | Finals | 160.000 € | Montpellier             | G2 Esports    | 3 : 1 | Fnatic           |
| LEC    | 2024 | Winter | 080.000 € | Berlin                  | G2 Esports    | 3 : 1 | MAD Lions KOI    |
| LEC    | 2024 | Spring | 080.000 € | Berlin                  | G2 Esports    | 3 : 1 | Fnatic           |
| LEC    | 2024 | Summer | 080.000 € | Berlin                  | G2 Esports    | 3 : 0 | Fnatic           |

## Ergebnisse EU LCS

### 2013 Spring Split
| Platz | Team                  | Bilanz  |
| ----- | --------------------- | ------- |
| 1.    | Fnatic                | 22 - 6  |
| 2.    | Gambit Gaming         | 21 - 7  |
| 3.    | SK Gaming             | 17 - 11 |
| 4.    | Evil Geniuses.EU      | 15 - 13 |
| 5.    | Copenhagen Wolves     | 13 - 15 |
| 6.    | against All authority | 10 - 18 |
| 7.    | Giants! Gaming        | 08 - 20 |
| 8.    | DragonBorns           | 06 - 22 |

| Platz | Team                  | Preisgeld/Auswirkungen                                   |
| ----- | --------------------- | -------------------------------------------------------- |
| 1.    | Fnatic                | 50.000 $                                                 |
| 2.    | Gambit Gaming         | 25.000 $                                                 |
| 3.    | Evil Geniuses.EU      | 15.000 $                                                 |
| 4.    | SK Gaming             | 10.000 $                                                 |
| 5./6. | Copenhagen Wolves     | LCS-Platz verteidigt, Team wechselt zu Ninjas in Pyjamas |
| 5./6. | against All authority | LCS-Platz verloren an Lemondogs                          |
| 7./8. | Giants! Gaming        | LCS-Platz verloren an Team ALTERNATE                     |
| 7./8. | DragonBorns           | LCS-Platz verloren an MeetYourMakers                     |

### 2013 Summer Split
| Platz | Team              | Bilanz  |
| ----- | ----------------- | ------- |
| 1.    | Lemondogs         | 18 - 10 |
| 2.    | Fnatic            | 15 - 13 |
| 3.    | Evil Geniuses.EU  | 15 - 13 |
| 4.    | Gambit Gaming     | 15 - 13 |
| 5.    | Ninjas in Pyjamas | 15 - 13 |
| 6.    | Team ALTERNATE    | 13 - 15 |
| 7.    | SK Gaming         | 13 - 15 |
| 8.    | MeetYourMakers    | 08 - 20 |

| Platz | Team              | Preisgeld/Auswirkungen                                                      |
| ----- | ----------------- | --------------------------------------------------------------------------- |
| 1.    | Fnatic            | 50.000 $, qualifiziert für die Worlds 2013                                  |
| 2.    | Lemondogs         | 25.000 $, qualifiziert für die Worlds 2013, disqualifiziert für LCS 2014[*] |
| 3.    | Gambit Gaming     | 15.000 $, qualifiziert für die Worlds 2013                                  |
| 4.    | Evil Geniuses.EU  | 10.000 $, Alliance übernimmt LCS-Platz                                      |
| 5.    | Team ALTERNATE    | Team wechselt zu Millenium                                                  |
| 6.    | Ninjas in Pyjamas | LCS-Platz verloren an Team ROCCAT                                           |
| 7./8. | SK Gaming         | LCS-Platz verteidigt                                                        |
| 7./8. | MeetYourMakers    | LCS-Platz verloren an Copenhagen Wolves                                     |

[*] Nachdem das vorherige Line-Up der Lemondogs nach der Weltmeisterschaft die Organisation verließ und fristgerecht kein neues Line-Up präsentiert werden konnte, wurde der LCS-Platz unter den drei Teams ausgespielt, die zuvor ihr Relegationsspiel verloren hatten (MeetYourMakers,  Ninjas in Pyjamas und SUPA HOT CREW). Hierbei setzte sich das Team SUPA HOT CREW durch.

### 2014 Spring Split
| Platz | Team              | Bilanz  |
| ----- | ----------------- | ------- |
| 1.    | SK Gaming         | 18 - 10 |
| 2.    | Fnatic            | 17 - 11 |
| 3.    | Alliance          | 16 - 12 |
| 4.    | Team ROCCAT       | 15 - 13 |
| 5.    | Gambit Gaming     | 14 - 14 |
| 6.    | Copenhagen Wolves | 13 - 15 |
| 7.    | SUPA HOT CREW     | 10 - 18 |
| 8.    | Millenium         | 09 - 19 |

| Platz | Team              | Preisgeld/Auswirkungen                         |
| ----- | ----------------- | ---------------------------------------------- |
| 1.    | Fnatic            | 50.000 $, qualifiziert für das Allstar-Turnier |
| 2.    | SK Gaming         | 25.000 $                                       |
| 3.    | Team ROCCAT       | 15.000 $                                       |
| 4.    | Alliance          | 10.000 $                                       |
| 5.    | Gambit Gaming     |                                                |
| 6.    | Copenhagen Wolves | LCS-Platz verteidigt                           |
| 7./8. | SUPA HOT CREW     | LCS-Platz verteidigt                           |
| 7./8. | Millenium         | LCS-Platz verteidigt                           |

| Auszeichnungen       |                          | Team     | Rolle    |
| -------------------- | ------------------------ | -------- | -------- |
| MVP (Regular Season) | Henrik „Froggen“ Hansen  | Alliance | Midlane  |
| MVP (Playoffs)       | Martin „Rekkles“ Larsson | Fnatic   | AD Carry |

### 2014 Summer Split
| Platz | Team              | Bilanz  |
| ----- | ----------------- | ------- |
| 1.    | Alliance          | 21 - 7  |
| 2.    | Fnatic            | 19 - 9  |
| 3.    | SUPA HOT CREW     | 16 - 12 |
| 4.    | SK Gaming         | 15 - 13 |
| 5.    | Millenium         | 13 - 15 |
| 6.    | Team ROCCAT       | 12 - 16 |
| 7.    | Gambit Gaming     | 08 - 20 |
| 8.    | Copenhagen Wolves | 08 - 20 |

| Platz | Team              | Preisgeld/Auswirkungen                                            |
| ----- | ----------------- | ----------------------------------------------------------------- |
| 1.    | Alliance          | 50.000 $, qualifiziert für die Worlds 2014, umbenannt in Elements |
| 2.    | Fnatic            | 25.000 $, qualifiziert für die Worlds 2014                        |
| 3.    | SK Gaming         | 15.000 $, qualifiziert für die Worlds 2014                        |
| 4.    | Team ROCCAT       | 10.000 $                                                          |
| 5.    | SUPA HOT CREW     | Team wechselt zu MeetYourMakers                                   |
| 6.    | Millenium         | LCS-Platz verloren an Unicorns of Love                            |
| 7./8. | Gambit Gaming     | LCS-Platz verteidigt                                              |
| 7./8. | Copenhagen Wolves | LCS-Platz verteidigt                                              |

| Auszeichnung         |                          | Team              | Rolle    |
| -------------------- | ------------------------ | ----------------- | -------- |
| MVP (Regular Season) | Martin „Rekkles“ Larsson | Fnatic            | AD Carry |
| MVP (Playoffs)       | Henrik „Froggen“ Hansen  | Alliance          | Midlane  |
| Bester Rookie        | Paweł „Woolite“ Pruski   | Copenhagen Wolves | AD Carry |

H2k-Gaming und  Giants! Gaming stiegen nach der Saison als Gewinner des Expansion Tournaments in die EU LCS auf.

### 2015 Spring Split
| Platz | Team              | Bilanz  |
| ----- | ----------------- | ------- |
| 1.    | SK Gaming         | 15 - 3  |
| 2.    | Fnatic            | 13 - 5  |
| 3.    | H2k-Gaming        | 12 - 6  |
| 4.    | Gambit Gaming     | 10 - 8  |
| 5.    | Unicorns of Love  | 09 - 9  |
| 6.    | Copenhagen Wolves | 08 - 10 |
| 7.    | Elements          | 07 - 11 |
| 8.    | Team ROCCAT       | 06 - 12 |
| 9.    | Giants! Gaming    | 05 - 13 |
| 10.   | MeetYourMakers    | 05 - 13 |

| Platz | Team              | Preisgeld/Auswirkungen                                      |
| ----- | ----------------- | ----------------------------------------------------------- |
| 1.    | Fnatic            | 50.000 $, qualifiziert für das Mid-Season Invitational 2015 |
| 2.    | Unicorns of Love  | 25.000 $                                                    |
| 3.    | H2k-Gaming        | 15.000 $                                                    |
| 4.    | SK Gaming         | 10.000 $                                                    |
| 5./6. | Gambit Gaming     |                                                             |
| 5./6. | Copenhagen Wolves |                                                             |
| 7.    | Elements          |                                                             |
| 8.    | Team ROCCAT       | Relegation, LCS-Platz verteidigt                            |
| 9.    | Giants! Gaming    | Relegation, LCS-Platz verteidigt                            |
| 10.   | MeetYourMakers    | Direkter Abstieg, LCS-Platz geht an Origen                  |

| Auszeichnungen |                                   | Team       | Position    |
| -------------- | --------------------------------- | ---------- | ----------- |
| MVP            | Konstantinos „Forg1ven“ Tzortziou | SK Gaming  | AD Carry    |
| Bester Rookie  | Heo „Huni“ Seung-hoon             | Fnatic     | Toplane     |
| Bester Trainer | Neil „pr0lly“ Hammad              | H2k-Gaming | Cheftrainer |

### 2015 Summer Split
| Platz | Team              | Bilanz  |
| ----- | ----------------- | ------- |
| 1.    | Fnatic            | 18 - 0  |
| 2.    | Origen            | 12 - 6  |
| 3.    | H2k-Gaming        | 11 - 7  |
| 4.    | Unicorns of Love  | 09 - 9  |
| 5.    | Team ROCCAT       | 08 - 10 |
| 6.    | Giants! Gaming    | 08 - 10 |
| 7.    | Elements          | 07 - 11 |
| 8.    | Gambit Gaming     | 07 - 11 |
| 9.    | SK Gaming         | 06 - 12 |
| 10.   | Copenhagen Wolves | 04 - 14 |

| Platz | Team              | Preisgeld/Auswirkungen                                      |
| ----- | ----------------- | ----------------------------------------------------------- |
| 1.    | Fnatic            | 50.000 $, qualifiziert für die Worlds 2015                  |
| 2.    | Origen            | 25.000 $, qualifiziert für die Worlds 2015                  |
| 3.    | H2k-Gaming        | 15.000 $, qualifiziert für die Worlds 2015                  |
| 4.    | Unicorns of Love  | 10.000 $                                                    |
| 5./6. | Team ROCCAT       |                                                             |
| 5./6. | Giants! Gaming    |                                                             |
| 7.    | Elements          |                                                             |
| 8.    | Gambit Gaming     | Relegation, LCS-Platz verteidigt, verkauft an Team Vitality |
| 9.    | SK Gaming         | Relegation, LCS-Platz verloren an G2 Esports                |
| 10.   | Copenhagen Wolves | Direkter Abstieg, LCS-Platz geht an Splyce                  |

| Auszeichnungen       |                            | Team   | Position    |
| -------------------- | -------------------------- | ------ | ----------- |
| MVP (Regular Season) | Bora „YellOwStaR“ Kim      | Fnatic | Support     |
| MVP (Playoffs)       | Martin „Rekkles“ Larsson   | Fnatic | AD Carry    |
| Bester Rookie        | Jesper „Niels“ Svenningsen | Origen | AD Carry    |
| Bester Trainer       | Luis „Deilor“ Petit        | Fnatic | Cheftrainer |

### 2016 Spring Split
| Platz | Team             | Bilanz  |
| ----- | ---------------- | ------- |
| 1.    | G2 Esports       | 15 - 3  |
| 2.    | H2k-Gaming       | 14 - 4  |
| 3.    | Team Vitality    | 13 - 5  |
| 4.    | Origen           | 11 - 7  |
| 5.    | Unicorns of Love | 10 - 8  |
| 6.    | Fnatic           | 09 - 9  |
| 7.    | Elements         | 06 - 12 |
| 8.    | Splyce           | 05 - 13 |
| 9.    | Team ROCCAT      | 04 - 14 |
| 10.   | Giants! Gaming   | 03 - 15 |

| Platz | Team             | Preisgeld/Auswirkungen                                      |
| ----- | ---------------- | ----------------------------------------------------------- |
| 1.    | G2 Esports       | 50.000 $, qualifiziert für das Mid-Season Invitational 2016 |
| 2.    | Origen           | 25.000 $                                                    |
| 3.    | Fnatic           | 15.000 $                                                    |
| 4.    | H2k-Gaming       | 10.000 $                                                    |
| 5./6. | Unicorns of Love |                                                             |
| 5./6. | Team Vitality    |                                                             |
| 7.    | Elements         | verkauft an FC Schalke 04                                   |
| 8.    | Splyce           | Relegation, LCS-Platz verteidigt                            |
| 9.    | Team ROCCAT      | Relegation, LCS-Platz verteidigt                            |
| 10.   | Giants! Gaming   | Relegation, LCS-Platz verteidigt                            |

| Auszeichnungen       |                              | Team       | Position    |
| -------------------- | ---------------------------- | ---------- | ----------- |
| MVP (Regular Season) | Kim „Trick“ Gang-yun         | G2 Esports | Jungle      |
| MVP (Playoffs)       | Kim „Trick“ Gang-yun         | G2 Esports | Jungle      |
| Bester Rookie        | Luka „PerkZ“ Perković        | G2 Esports | Midlane     |
| Bester Trainer       | Joey „YoungBuck“ Steltenpool | G2 Esports | Cheftrainer |

### 2016 Summer Split
| Platz | Team             | Bilanz     |
| ----- | ---------------- | ---------- |
| 1.    | G2 Esports       | 10 - 8 - 0 |
| 2.    | Splyce           | 9 - 6 - 3  |
| 3.    | Giants! Gaming   | 8 - 3 - 7  |
| 4.    | H2k-Gaming       | 7 - 6 - 5  |
| 5.    | Fnatic           | 7 - 6 - 5  |
| 6.    | Unicorns of Love | 6 - 5 - 7  |
| 7.    | Team Vitality    | 3 - 9 - 6  |
| 8.    | FC Schalke 04    | 3 - 9 - 6  |
| 9.    | Origen           | 2 - 8 - 8  |
| 10.   | Team ROCCAT      | 2 - 6 - 10 |

| Platz | Team             | Preisgeld/Auswirkungen                     |
| ----- | ---------------- | ------------------------------------------ |
| 1.    | G2 Esports       | 50.000 $, qualifiziert für die Worlds 2016 |
| 2.    | Splyce           | 25.000 $, qualifiziert für die Worlds 2016 |
| 3.    | H2k-Gaming       | 15.000 $, qualifiziert für die Worlds 2016 |
| 4.    | Unicorns of Love | 10.000 $                                   |
| 5./6. | Fnatic           |                                            |
| 5./6. | Giants! Gaming   |                                            |
| 7.    | Team Vitality    |                                            |
| 8.    | FC Schalke 04    | Relegation, LCS-Platz verloren an Misfits  |
| 9.    | Origen           | Relegation, LCS-Platz verteidigt           |
| 10.   | Team ROCCAT      | Relegation, LCS-Platz verteidigt           |

| Auszeichnung   |                                   | Team           | Rolle       |
| -------------- | --------------------------------- | -------------- | ----------- |
| MVP            | Kim „Trick“ Gang-yun              | G2 Esports     | Jungle      |
| Bester Rookie  | Na „NighT“ Gun-woo                | Giants! Gaming | Midlane     |
| Bester Trainer | Jakob „YamatoCannon“ Mebdi        | Splyce         | Cheftrainer |
| All Pro Team   | Martin „Wunder“ Nordahl Hansen    | Splyce         | Toplane     |
| All Pro Team   | Kim „Trick“ Gang-yun              | G2 Esports     | Jungle      |
| All Pro Team   | Na „NighT“ Gun-woo                | Giants! Gaming | Midlane     |
| All Pro Team   | Jesper „Zven“ Svenningsen         | G2 Esports     | AD Carry    |
| All Pro Team   | Alfonso „mithy“ Aguirre Rodríguez | G2 Esports     | Support     |

### 2017 Spring Split
| Platz | Team           | Bilanz |
| ----- | -------------- | ------ |
| 1.    | G2 Esports     | 12 - 1 |
| 2.    | Misfits        | 8 - 5  |
| 3.    | Fnatic         | 6 - 7  |
| 4.    | Team ROCCAT    | 6 - 7  |
| 5.    | Giants! Gaming | 2 - 11 |

| Platz | Team             | Bilanz |
| ----- | ---------------- | ------ |
| 1.    | Unicorns of Love | 11 - 2 |
| 2.    | H2k-Gaming       | 10 - 3 |
| 3.    | Splyce           | 7 - 6  |
| 4.    | Team Vitality    | 3 - 10 |
| 5.    | Origen           | 0 - 13 |

| Platz | Team             | Preisgeld/Auswirkungen                                                            |
| ----- | ---------------- | --------------------------------------------------------------------------------- |
| 1.    | G2 Esports       | 80.000 €, qualifiziert für das Mid-Season Invitational 2017                       |
| 2.    | Unicorns of Love | 50.000 €                                                                          |
| 3.    | Fnatic           | 30.000 €                                                                          |
| 4.    | Misfits          | 20.000 €, umbenannt in Misfits Gaming                                             |
| 5./6. | H2k-Gaming       | 10.000 €                                                                          |
| 5./6. | Splyce           | 10.000 €                                                                          |
| 7/8.  | Team ROCCAT      |                                                                                   |
| 7/8.  | Team Vitality    |                                                                                   |
| 9.    | Giants! Gaming   | Relegation, LCS-Platz verloren an Fnatic Academy, verkauft an Ninjas in Pyjamas   |
| 10.   | Origen           | Relegation, LCS-Platz verloren an Misfits Academy, verkauft an Mysterious Monkeys |

| Auszeichnung   |                           | Team             | Rolle       |
| -------------- | ------------------------- | ---------------- | ----------- |
| MVP            | Kiss „Vizicsacsi“ Tamás   | Unicorns of Love | Toplane     |
| Bester Rookie  | Andrei „Xerxe“ Dragomir   | Unicorns of Love | Jungle      |
| Bester Trainer | Neil „pr0lly“ Hammad      | H2k-Gaming       | Cheftrainer |
| All Pro Team   | Kiss „Vizicsacsi“ Tamás   | Unicorns of Love | Toplane     |
| All Pro Team   | Kim „Trick“ Gang-yun      | G2 Esports       | Jungle      |
| All Pro Team   | Luka „PerkZ“ Perković     | G2 Esports       | Midlane     |
| All Pro Team   | Jesper „Zven“ Svenningsen | G2 Esports       | AD Carry    |
| All Pro Team   | Lee „IgNar“ Dong-geun     | Misfits          | Support     |

### 2017 Summer Split
| Platz | Team              | Bilanz |
| ----- | ----------------- | ------ |
| 1.    | Fnatic            | 11 - 2 |
| 2.    | G2 Esports        | 8 - 5  |
| 3.    | Misfits Gaming    | 6 - 7  |
| 4.    | Team ROCCAT       | 5 - 8  |
| 5.    | Ninjas in Pyjamas | 2 - 11 |

| Platz | Team               | Bilanz |
| ----- | ------------------ | ------ |
| 1.    | H2k-Gaming         | 9 - 4  |
| 2.    | Unicorns of Love   | 9 - 4  |
| 3.    | Splyce             | 8 - 5  |
| 4.    | Team Vitality      | 5 - 8  |
| 5.    | Mysterious Monkeys | 2 - 11 |

| Platz | Team               | Preisgeld/Auswirkungen                                   |
| ----- | ------------------ | -------------------------------------------------------- |
| 1.    | G2 Esports         | 80.000 €, qualifiziert für die Worlds 2017               |
| 2.    | Misfits Gaming     | 50.000 €, qualifiziert für die Worlds 2017               |
| 3.    | Fnatic             | 30.000 €, qualifiziert für die Worlds 2017 Play-In Stage |
| 4.    | H2k-Gaming         | 20.000 €                                                 |
| 5./6. | Unicorns of Love   | 10.000 €                                                 |
| 5./6. | Splyce             | 10.000 €                                                 |
| 7/8.  | Team ROCCAT        |                                                          |
| 7/8.  | Team Vitality      |                                                          |
| 9.    | Ninjas in Pyjamas  | Relegation, LCS-Platz verloren an Giants! Gaming         |
| 10.   | Mysterious Monkeys | Relegation, LCS-Platz verloren an FC Schalke 04          |

| Auszeichnung   |                                   | Team        | Rolle       |
| -------------- | --------------------------------- | ----------- | ----------- |
| MVP            | Martin „Rekkles“ Larsson          | Fnatic      | AD Carry    |
| Bester Rookie  | Milo „Pridestalker“ Wehnes        | Team ROCCAT | Jungle      |
| Bester Trainer | Neil „pr0lly“ Hammad              | H2k-Gaming  | Cheftrainer |
| All Pro Team   | Paul „sOAZ“ Boyer                 | Fnatic      | Toplane     |
| All Pro Team   | Mads „Broxah“ Brock-Pedersen      | Fnatic      | Jungle      |
| All Pro Team   | Fabian „Febiven“ Diepstraten      | H2k-Gaming  | Midlane     |
| All Pro Team   | Martin „Rekkles“ Larsson          | Fnatic      | AD Carry    |
| All Pro Team   | Alfonso „mithy“ Aguirre Rodríguez | G2 Esports  | Support     |

### 2018 Spring Split
| Platz | Team             | Bilanz |
| ----- | ---------------- | ------ |
| 1.    | Fnatic           | 14 - 4 |
| 2.    | G2 Esports       | 11 - 7 |
| 3.    | Splyce           | 11 - 7 |
| 4.    | Team Vitality    | 10 - 8 |
| 5.    | H2k-Gaming       | 8 - 10 |
| 6.    | Team ROCCAT      | 8 - 10 |
| 7.    | Misfits Gaming   | 8 - 10 |
| 8.    | FC Schalke 04    | 7 - 11 |
| 9.    | Giants! Gaming   | 7 - 11 |
| 10.   | Unicorns of Love | 6 - 12 |

| Platz | Team             | Preisgeld/Auswirkungen                                                                             |
| ----- | ---------------- | -------------------------------------------------------------------------------------------------- |
| 1.    | Fnatic           | 80.000 €, qualifiziert für das Mid-Season Invitational 2018, qualifiziert für die Rift Rivals 2018 |
| 2.    | G2 Esports       | 50.000 €, qualifiziert für die Rift Rivals 2018                                                    |
| 3.    | Splyce           | 30.000 €, qualifiziert für die Rift Rivals 2018                                                    |
| 4.    | Team Vitality    | 20.000 €                                                                                           |
| 5./6. | H2k-Gaming       | 10.000 €                                                                                           |
| 5./6. | Team ROCCAT      | 10.000 €                                                                                           |
| 7.    | Misfits Gaming   | |
| 8.    | FC Schalke 04    | |
| 9.    | Giants! Gaming   | |
| 10.   | Unicorns of Love | |

| Auszeichnung   |                                    | Team       | Rolle       |
| -------------- | ---------------------------------- | ---------- | ----------- |
| MVP            | Martin „Rekkles“ Larsson           | Fnatic     | AD Carry    |
| Bester Rookie  | Daniele „Jiizuke“ di Mauro         | Splyce     | Midlane     |
| Bester Trainer | Peter „Peter Dun“ Dun              | Splyce     | Cheftrainer |
| All Pro Team   | Martin „Wunder“ Nordahl Hansen     | G2 Esports | Toplane     |
| All Pro Team   | Andrei „Xerxe“ Dragomir            | Splyce     | Jungle      |
| All Pro Team   | Rasmus „Caps“ Borregaard Winther   | Fnatic     | Midlane     |
| All Pro Team   | Martin „Rekkles“ Larsson           | Fnatic     | AD Carry    |
| All Pro Team   | Zdravets „Hylissang“ Iliev Galabov | Fnatic     | Support     |

### 2018 Summer Split
| Platz | Team             | Bilanz |
| ----- | ---------------- | ------ |
| 1.    | Fnatic           | 13 - 5 |
| 2.    | Team Vitality    | 12 - 6 |
| 3.    | FC Schalke 04    | 12 - 6 |
| 4.    | G2 Esports       | 12 - 6 |
| 5.    | Misfits Gaming   | 11 - 7 |
| 6.    | Splyce           | 9 - 9  |
| 7.    | Team ROCCAT      | 7 - 11 |
| 7.    | Unicorns of Love | 7 - 11 |
| 9.    | Giants! Gaming   | 5 - 13 |
| 10.   | H2k-Gaming       | 2 - 16 |

| Platz | Team             | Preisgeld/Auswirkungen                                                                     |
| ----- | ---------------- | ------------------------------------------------------------------------------------------ |
| 1.    | Fnatic           | 80.000 €, qualifiziert für die Worlds 2018                                                 |
| 2.    | FC Schalke 04    | 50.000 €                                                                                   |
| 3.    | Team Vitality    | 30.000 €, qualifiziert für die Worlds 2018                                                 |
| 4.    | Misfits Gaming   | 20.000 €                                                                                   |
| 5./6. | Splyce           | 10.000 €                                                                                   |
| 5./6. | G2 Esports       | 10.000 €, qualifiziert für die Worlds 2018 Play-In Stage                                   |
| 7.    | Team ROCCAT      | Durch Franchising von EU LCS zur LEC keinen Startplatz für den Spring Split 2019 erhalten. |
| 7.    | Unicorns of Love | Durch Franchising von EU LCS zur LEC keinen Startplatz für den Spring Split 2019 erhalten. |
| 9.    | Giants! Gaming   | Durch Franchising von EU LCS zur LEC keinen Startplatz für den Spring Split 2019 erhalten. |
| 10.   | H2k-Gaming       | Durch Franchising von EU LCS zur LEC keinen Startplatz für den Spring Split 2019 erhalten. |

| Auszeichnung   |                                    | Team          | Rolle              |
| -------------- | ---------------------------------- | ------------- | ------------------ |
| MVP            | Rasmus „Caps“ Borregaard Winther   | Fnatic        | Midlane            |
| Bester Rookie  | Gabriël „Bwipo“ Rau                | Fnatic        | Toplane / AD Carry |
| Bester Trainer | André „Guilhoto“ Pereira Guilhoto  | FC Schalke 04 | Cheftrainer        |
| All Pro Team   | Martin „Wunder“ Nordahl Hansen     | G2 Esports    | Toplane            |
| All Pro Team   | Mads „Broxah“ Brock-Pedersen       | Fnatic        | Jungle             |
| All Pro Team   | Rasmus „Caps“ Borregaard Winther   | Fnatic        | Midlane            |
| All Pro Team   | Elias „Upset“ Lipp                 | FC Schalke 04 | AD Carry           |
| All Pro Team   | Zdravets „Hylissang“ Iliev Galabov | Fnatic        | Support            |

Am 20. November 2018 kündigte Riot Games ein Rebranding von der EU LCS zur LEC mit einem Franchise-System an. Nach der Bewerbungsphase wurden die Startplätze von Team ROCCAT, Unicorns of Love,  Giants! Gaming und H2k-Gaming durch  Excel Esports,  Origen, Rogue und  SK Gaming ersetzt.

## Ergebnisse LEC

### 2019 Spring Split
| Platz | Team           | Bilanz |
| ----- | -------------- | ------ |
| 1.    | G2 Esports     | 13 - 5 |
| 2.    | Origen         | 12 - 6 |
| 3.    | Fnatic         | 11 - 7 |
| 4.    | Splyce         | 11 - 7 |
| 5.    | Team Vitality  | 10 - 8 |
| 6.    | SK Gaming      | 9 - 9  |
| 7.    | FC Schalke 04  | 9 - 9  |
| 8.    | Misfits Gaming | 8 - 10 |
| 9.    | Excel Esports  | 5 - 13 |
| 10.   | Rogue          | 2 - 16 |

| Platz | Team           | Preisgeld/Auswirkungen                                                                             |
| ----- | -------------- | -------------------------------------------------------------------------------------------------- |
| 1.    | G2 Esports     | 80.000 €, qualifiziert für das Mid-Season Invitational 2019, qualifiziert für die Rift Rivals 2019 |
| 2.    | Origen         | 50.000 €, qualifiziert für die Rift Rivals 2019                                                    |
| 3.    | Fnatic         | 30.000 €, qualifiziert für die Rift Rivals 2019                                                    |
| 4.    | Splyce         | 20.000 €                                                                                           |
| 5./6. | Team Vitality  | 10.000 €                                                                                           |
| 5./6. | SK Gaming      | 10.000 €                                                                                           |
| 7.    | FC Schalke 04  | |
| 8.    | Misfits Gaming | |
| 9.    | Excel Esports  | |
| 10.   | Rogue          | |

| Auszeichnung   |                                   | Team          | Rolle       |
| -------------- | --------------------------------- | ------------- | ----------- |
| MVP            | Rasmus „Caps“ Borregaard Winther  | G2 Esports    | Midlane     |
| Bester Rookie  | Oskar „Selfmade“ Bo Derek         | SK Gaming     | Jungle      |
| Bester Trainer | André „Guilhoto“ Pereira Guilhoto | Origen        | Cheftrainer |
| All Pro Team   | Lucas „Cabochard“ Simon-Meslet    | Team Vitality | Toplane     |
| All Pro Team   | Marcin „Jankos“ Jankowski         | G2 Esports    | Jungle      |
| All Pro Team   | Rasmus „Caps“ Borregaard Winther  | G2 Esports    | Midlane     |
| All Pro Team   | Kasper „Kobbe“ Kobberup           | Splyce        | AD Carry    |
| All Pro Team   | Mihael „Mikyx“ Mehle              | G2 Esports    | Support     |

### 2019 Summer Split
| Platz | Team           | Bilanz |
| ----- | -------------- | ------ |
| 1.    | G2 Esports     | 15 - 3 |
| 2.    | Fnatic         | 14 - 4 |
| 3.    | Splyce         | 12 - 6 |
| 4.    | FC Schalke 04  | 11 - 7 |
| 5.    | Rogue          | 7 - 11 |
| 6.    | Team Vitality  | 7 - 11 |
| 7.    | SK Gaming      | 7 - 11 |
| 8.    | Origen         | 7 - 11 |
| 9.    | Misfits Gaming | 6 - 12 |
| 10.   | Excel Esports  | 4 - 14 |

| Platz | Team           | Preisgeld/Auswirkungen                                                           |
| ----- | -------------- | -------------------------------------------------------------------------------- |
| 1.    | G2 Esports     | 80.000 €, qualifiziert für die Worlds 2019                                       |
| 2.    | Fnatic         | 50.000 €, qualifiziert für die Worlds 2019                                       |
| 3.    | FC Schalke 04  | 30.000 €                                                                         |
| 4.    | Rogue          | 20.000 €                                                                         |
| 5./6. | Splyce         | 10.000 €, qualifiziert für die Worlds 2019 Play-In Stage, umbenannt in MAD Lions |
| 5./6. | Team Vitality  | 10.000 €                                                                         |
| 7.    | SK Gaming      |                                                                                  |
| 8.    | Origen         |                                                                                  |
| 9.    | Misfits Gaming |                                                                                  |
| 10.   | Excel Esports  |                                                                                  |

| Auszeichnung   |                                  | Team       | Rolle       |
| -------------- | -------------------------------- | ---------- | ----------- |
| MVP            | Marcin „Jankos“ Jankowski        | G2 Esports | Jungle      |
| Bester Rookie  | Kacper „Inspired“ Słoma          | Rogue      | Jungle      |
| Bester Trainer | Fabian „GrabbZ“ Lohmann          | G2 Esports | Cheftrainer |
| All Pro Team   | Martin „Wunder“ Nordahl Hansen   | G2 Esports | Toplane     |
| All Pro Team   | Marcin „Jankos“ Jankowski        | G2 Esports | Jungle      |
| All Pro Team   | Rasmus „Caps“ Borregaard Winther | G2 Esports | Midlane     |
| All Pro Team   | Luka „Perkz“ Perković            | G2 Esports | AD Carry    |
| All Pro Team   | Mihael „Mikyx“ Mehle             | G2 Esports | Support     |

### 2020 Spring Split
| Platz | Team           | Bilanz |
| ----- | -------------- | ------ |
| 1.    | G2 Esports     | 15 - 3 |
| 2.    | Fnatic         | 13 - 5 |
| 3.    | Origen         | 13 - 5 |
| 4.    | MAD Lions      | 11 - 7 |
| 5.    | Misfits Gaming | 10 - 8 |
| 6.    | Rogue          | 9 - 9  |
| 7.    | Excel Esports  | 7 - 11 |
| 8.    | FC Schalke 04  | 6 - 12 |
| 9.    | SK Gaming      | 4 - 14 |
| 10.   | Team Vitality  | 2 - 16 |

| Platz | Team           | Preisgeld/Auswirkungen                                       |
| ----- | -------------- | ------------------------------------------------------------ |
| 1.    | G2 Esports     | 80.000 €, qualifiziert für das Mid-Season Invitational 20201 |
| 2.    | Fnatic         | 50.000 €                                                     |
| 3.    | MAD Lions      | 30.000 €                                                     |
| 4.    | Origen         | 20.000 €                                                     |
| 5.    | Rogue          | 12.500 €                                                     |
| 6.    | Misfits Gaming | 7.500 €                                                      |
| 7.    | Excel Esports  |                                                              |
| 8.    | FC Schalke 04  |                                                              |
| 9.    | SK Gaming      |                                                              |
| 10.   | Team Vitality  |                                                              |

| Auszeichnung   |                           | Team           | Rolle       |
| -------------- | ------------------------- | -------------- | ----------- |
| MVP            | Marcin „Jankos“ Jankowski | G2 Esports     | Jungle      |
| Bester Rookie  | Iván „Razork“ Martín Díaz | Misfits Gaming | Jungle      |
| Bester Trainer | James „Mac“ MacCormack    | MAD Lions      | Cheftrainer |
| All Pro Team   | Barney „Alphari“ Morris   | Origen         | Toplane     |
| All Pro Team   | Marcin „Jankos“ Jankowski | G2 Esports     | Jungle      |
| All Pro Team   | Luka „PERKZ“ Perković     | G2 Esports     | Midlane     |
| All Pro Team   | Martin „Rekkles“ Larsson  | Fnatic         | AD Carry    |
| All Pro Team   | Mihael „Mikyx“ Mehle      | G2 Esports     | Support     |

1 Das Mid-Season Invitational 2020 wurde aufgrund der COVID-19-Pandemie am 23. April 2020 abgesagt.

### 2020 Summer Split
| Platz | Team           | Bilanz |
| ----- | -------------- | ------ |
| 1.    | Rogue          | 13 - 5 |
| 2.    | MAD Lions      | 12 - 6 |
| 3.    | G2 Esports     | 11 - 7 |
| 4.    | Fnatic         | 9 - 9  |
| 5.    | SK Gaming      | 9 - 9  |
| 6.    | FC Schalke 04  | 8 - 10 |
| 7.    | Excel Esports  | 8 - 10 |
| 8.    | Misfits Gaming | 7 - 11 |
| 9.    | Team Vitality  | 7 - 11 |
| 10.   | Origen         | 6 - 12 |

| Platz | Team           | Preisgeld/Auswirkungen                                   |
| ----- | -------------- | -------------------------------------------------------- |
| 1.    | G2 Esports     | 80.000 €, qualifiziert für die Worlds 2020               |
| 2.    | Fnatic         | 50.000 €, qualifiziert für die Worlds 2020               |
| 3.    | Rogue          | 30.000 €, qualifiziert für die Worlds 2020               |
| 4.    | MAD Lions      | 20.000 €, qualifiziert für die Worlds 2020 Play-In Stage |
| 5.    | FC Schalke 04  | 12.500 €                                                 |
| 6.    | SK Gaming      | 7.500 €                                                  |
| 7.    | Excel Esports  |                                                          |
| 8.    | Misfits Gaming |                                                          |
| 9.    | Team Vitality  |                                                          |
| 10.   | Origen         | umbenannt in Astralis                                    |

| Auszeichnung   |                                  | Team          | Rolle       |
| -------------- | -------------------------------- | ------------- | ----------- |
| MVP            | Rasmus „Caps“ Borregaard Winther | G2 Esports    | Midlane     |
| Bester Rookie  | Labros „Labrov“ Papoutsakis      | Team Vitality | Support     |
| Bester Trainer | James „Mac“ MacCormack           | MAD Lions     | Cheftrainer |
| All Pro Team   | Barney „Alphari“ Morris          | Origen        | Toplane     |
| All Pro Team   | Zhiqiang „Shad0w“ Zhao           | MAD Lions     | Jungle      |
| All Pro Team   | Rasmus „Caps“ Borregaard Winther | G2 Esports    | Midlane     |
| All Pro Team   | Patrik „Patrik“ Jírů             | Excel Esports | AD Carry    |
| All Pro Team   | Norman „Kaiser“ Kaiser           | MAD Lions     | Support     |

### 2021 Spring Split
| Platz | Team           | Bilanz |
| ----- | -------------- | ------ |
| 1.    | G2 Esports     | 14 - 4 |
| 2.    | Rogue          | 14 - 4 |
| 3.    | MAD Lions      | 10 - 8 |
| 4.    | FC Schalke 04  | 9 - 9  |
| 5.    | Fnatic         | 9 - 9  |
| 6.    | SK Gaming      | 8 - 10 |
| 7.    | Misfits Gaming | 8 - 10 |
| 8.    | Excel Esports  | 7 - 11 |
| 9.    | Astralis       | 6 - 12 |
| 10.   | Team Vitality  | 5 - 13 |

| Platz | Team           | Preisgeld/Auswirkungen                                      |
| ----- | -------------- | ----------------------------------------------------------- |
| 1.    | MAD Lions      | 80.000 €, qualifiziert für das Mid-Season Invitational 2021 |
| 2.    | Rogue          | 50.000 €                                                    |
| 3.    | G2 Esports     | 30.000 €                                                    |
| 4.    | FC Schalke 04  | 20.000 €                                                    |
| 5.    | Fnatic         | 12.500 €                                                    |
| 6.    | SK Gaming      | 7.500 €                                                     |
| 7.    | Misfits Gaming |                                                             |
| 8.    | Excel Esports  |                                                             |
| 9.    | Astralis       |                                                             |
| 10.   | Team Vitality  |                                                             |

| Auszeichnung           |                                  | Team       | Rolle    |
| ---------------------- | -------------------------------- | ---------- | -------- |
| MVP                    | Martin „Rekkles“ Larsson         | G2 Esports | AD Carry |
| Bester Rookie          | Javier „Elyoya“ Prades Batalla   | MAD Lions  | Jungle   |
| Bestes Trainerteam     | Rogue                            | Rogue      | Rogue    |
| Community All Pro Team | Martin „Wunder“ Nordahl Hansen   | G2 Esports | Toplane  |
| Community All Pro Team | Marcin „Jankos“ Jankowski        | G2 Esports | Jungle   |
| Community All Pro Team | Rasmus „Caps“ Borregaard Winther | G2 Esports | Midlane  |
| Community All Pro Team | Martin „Rekkles“ Larsson         | G2 Esports | AD Carry |
| Community All Pro Team | Mihael „Mikyx“ Mehle             | G2 Esports | Support  |

### 2021 Summer Split
| Platz | Team           | Bilanz |
| ----- | -------------- | ------ |
| 1.    | Rogue          | 13 - 5 |
| 2.    | G2 Esports     | 12 - 6 |
| 3.    | MAD Lions      | 12 - 6 |
| 4.    | Misfits Gaming | 12 - 6 |
| 5.    | Fnatic         | 11 - 7 |
| 6.    | Team Vitality  | 8 - 10 |
| 7.    | Astralis       | 7 - 11 |
| 7.    | Excel Esports  | 7 - 11 |
| 9.    | SK Gaming      | 5 - 13 |
| 10.   | FC Schalke 04  | 3 - 15 |

| Platz | Team                        | Preisgeld/Auswirkungen                                   |
| ----- | --------------------------- | -------------------------------------------------------- |
| 1.    | MAD Lions                   | 80.000 €, qualifiziert für die Worlds 2021               |
| 2.    | Fnatic                      | 50.000 €, qualifiziert für die Worlds 2021               |
| 3.    | Rogue                       | 30.000 €, qualifiziert für die Worlds 2021 Play-In Stage |
| 4.    | G2 Esports                  | 20.000 €                                                 |
| 5.    | Misfits Gaming              | 12.500 €                                                 |
| 6.    | Team Vitality               | 7.500 €                                                  |
| 7.    | Astralis                    |                                                          |
| 7.    | Excel Esports               |                                                          |
| 9.    | SK Gaming                   |                                                          |
| 10.   | Team Vitality FC Schalke 04 | verkauft an Team BDS                                     |

| Auszeichnung           |                                  | Team       | Rolle    |
| ---------------------- | -------------------------------- | ---------- | -------- |
| MVP                    | Kacper „Inspired“ Słoma          | Rogue      | Jungle   |
| Bester Rookie          | Adam „Adam“ Maanane              | Fnatic     | Toplane  |
| Bestes Trainerteam     | Rogue                            | Rogue      | Rogue    |
| Community All Pro Team | Andrei „Odoamne“ Pascu           | Rogue      | Toplane  |
| Community All Pro Team | Kacper „Inspired“ Słoma          | Rogue      | Jungle   |
| Community All Pro Team | Rasmus „Caps“ Borregaard Winther | G2 Esports | Midlane  |
| Community All Pro Team | Martin „Rekkles“ Larsson         | G2 Esports | AD Carry |
| Community All Pro Team | Mihael „Mikyx“ Mehle             | G2 Esports | Support  |

### 2022 Spring Split
| Platz | Team           | Bilanz |
| ----- | -------------- | ------ |
| 1.    | Rogue          | 14 - 4 |
| 2.    | Fnatic         | 13 - 5 |
| 3.    | Misfits Gaming | 12 - 6 |
| 4.    | G2 Esports     | 11 - 7 |
| 5.    | Excel Esports  | 9 - 9  |
| 6.    | Team Vitality  | 9 - 9  |
| 7.    | MAD Lions      | 8 - 10 |
| 8.    | SK Gaming      | 7 - 11 |
| 9.    | Team BDS       | 4 - 14 |
| 10.   | Astralis       | 3 - 15 |

| Platz | Team           | Preisgeld/Auswirkungen                                      |
| ----- | -------------- | ----------------------------------------------------------- |
| 1.    | G2 Esports     | 80.000 €, qualifiziert für das Mid-Season Invitational 2022 |
| 2.    | Rogue          | 50.000 €                                                    |
| 3.    | Fnatic         | 30.000 €                                                    |
| 4.    | Misfits Gaming | 20.000 €                                                    |
| 5.    | Team Vitality  | 12.500 €                                                    |
| 6.    | Excel Esports  | 7.500 €                                                     |
| 7.    | MAD Lions      |                                                             |
| 8.    | SK Gaming      |                                                             |
| 9.    | Team BDS       |                                                             |
| 10.   | Astralis       |                                                             |

| Auszeichnung       |                              | Team           | Rolle    |
| ------------------ | ---------------------------- | -------------- | -------- |
| MVP                | Vincent "Vetheo" Berrié      | Misfits Gaming | Midlane  |
| Bester Rookie      | Lucjan "Shlatan" Ahmad       | Misfits Gaming | Jungle   |
| Bestes Trainerteam | Rogue                        | Rogue          | Rogue    |
| All Pro Team       | Andrei „Odoamne“ Pascu       | Rogue          | Toplane  |
| All Pro Team       | Geun-seong "Malrang" Kim     | Rogue          | Jungle   |
| All Pro Team       | Vincent "Vetheo" Berrié      | Misfits Gaming | Midlane  |
| All Pro Team       | Elias "Upset" Lipp           | Fnatic         | AD Carry |
| All Pro Team       | Zdravets "Hylissang" Galabov | Fnatic         | Support  |

### 2022 Summer Split
| Platz | Team           | Bilanz |
| ----- | -------------- | ------ |
| 1.    | G2 Esports     | 12 - 6 |
| 2.    | MAD Lions      | 12 - 6 |
| 3.    | Rogue          | 11 - 7 |
| 4.    | Misfits Gaming | 10 - 8 |
| 5.    | Fnatic         | 10 - 8 |
| 6.    | Excel Esports  | 9 - 9  |
| 7.    | Team Vitality  | 9 - 9  |
| 8.    | SK Gaming      | 7 - 11 |
| 9.    | Astralis       | 7 - 11 |
| 10.   | Team BDS       | 3 - 15 |

| Platz | Team           | Preisgeld/Auswirkungen                                       |
| ----- | -------------- | ------------------------------------------------------------ |
| 1.    | Rogue          | 80.000 €, qualifiziert für die Worlds 2022, umbenannt in KOI |
| 2.    | G2 Esports     | 50.000 €, qualifiziert für die Worlds 2022                   |
| 3.    | Fnatic         | 30.000 €, qualifiziert für die Worlds 2022 Play-In Stage     |
| 4.    | MAD Lions      | 20.000 €, qualifiziert für die Worlds 2022 Play-In Stage     |
| 5.    | Misfits Gaming | 12.500 €, verkauft an Team Heretics                          |
| 6.    | Excel Esports  | 7.500 €                                                      |
| 7.    | Team Vitality  |                                                              |
| 8.    | SK Gaming      |                                                              |
| 9.    | Astralis       |                                                              |
| 10.   | Team BDS       |                                                              |

| Auszeichnung       |                                | Team       | Rolle     |
| ------------------ | ------------------------------ | ---------- | --------- |
| MVP                | Yasin "Nisqy" Dinçer           | MAD Lions  | Midlane   |
| Bester Rookie      | Jeong-hoon "JeongHoon" Lee     | Astralis   | Jungle    |
| Bestes Trainerteam | MAD Lions                      | MAD Lions  | MAD Lions |
| All Pro Team       | Sergen "BrokenBlade" Çelik     | G2 Esports | Toplane   |
| All Pro Team       | Javier "Elyoya" Prades Batalla | MAD Lions  | Jungle    |
| All Pro Team       | Yasin "Nisqy" Dinçer           | MAD Lions  | Midlane   |
| All Pro Team       | William "UNF0RGIVEN" Nieminen  | MAD Lions  | AD Carry  |
| All Pro Team       | Norman "Kaiser" Kaiser         | MAD Lions  | Support   |

### 2023 Winter Split
Nach dem Summer Split 2022 kündigte Riot Games an, eine große Änderung im Format der LEC zu machen. Jedes Team spielt gegen jedes andere nur noch einmal. Als Ausgleich gibt es statt zwei Splits (Spring und Summer) jetzt drei (Winter, Spring und Summer) und zum Abschluss die Season Finals, für die man sich mit Championship Points qualifizieren kann. Diese bekommt man basierend auf der Platzierung in den drei Splits. Die ersten Plätze werden automatisch für die Season Finals qualifiziert. Wenn man zwei Splits in einem Jahr gewinnt, kommt man garantiert als mindestens vierter Seed in die Season Finals, und mit einem ersten Platz in allen drei Splits bekommt man den ersten Seed in den Season Finals und einen garantierten Platz in den Worlds.
| Platz | Team          | Bilanz |
| ----- | ------------- | ------ |
| 1.    | Team Vitality | 7 - 2  |
| 2.    | MAD Lions     | 7 - 2  |
| 3.    | SK Gaming     | 6 - 3  |
| 4.    | G2 Esports    | 6 - 3  |
| 5.    | Team BDS      | 5 - 4  |
| 6.    | Team Heretics | 4 - 5  |
| 7.    | KOI           | 4 - 5  |
| 8.    | Astralis      | 3 - 6  |
| 9.    | Fnatic        | 2 - 7  |
| 10.   | Excel Esports | 1 - 8  |

| Platz | Team          | Preisgeld/Auswirkungen                                                        | Championship Points |
| ----- | ------------- | ----------------------------------------------------------------------------- | ------------------- |
| 1.    | G2 Esports    | 40.000 €, qualifiziert für Mid-Season Invitational 2023 und LEC Season Finals | 120                 |
| 2.    | MAD Lions     | 25.000 €                                                                      | 100                 |
| 3.    | KOI           | 10.000 €                                                                      | 80                  |
| 4.    | SK Gaming     | 5.000 €                                                                       | 60                  |
| 5.    | Team Vitality |                                                                               | 50                  |
| 6.    | Astralis      |                                                                               | 40                  |
| 7.    | Team BDS      |                                                                               | 30                  |
| 8.    | Team Heretics |                                                                               | 20                  |
| 9.    | Fnatic        |                                                                               | 10                  |
| 10.   | Excel Esports |                                                                               | 5                   |

### 2023 Spring Split
| Platz | Team          | Bilanz |
| ----- | ------------- | ------ |
| 1.    | Team BDS      | 7 - 2  |
| 2.    | Astralis      | 6 - 3  |
| 3.    | G2 Esports    | 6 - 3  |
| 4.    | Team Vitality | 6 - 3  |
| 5.    | SK Gaming     | 4 - 5  |
| 6.    | Fnatic        | 4 - 5  |
| 7.    | KOI           | 4 - 5  |
| 8.    | MAD Lions     | 3 - 6  |
| 9.    | Team Heretics | 3 - 6  |
| 10.   | Excel Esports | 2 - 7  |

| Platz | Team          | Preisgeld/Auswirkungen                                                        | Championship Points |
| ----- | ------------- | ----------------------------------------------------------------------------- | ------------------- |
| 1.    | MAD Lions     | 40.000 €, qualifiziert für Mid-Season Invitational 2023 und LEC Season Finals | 120                 |
| 2.    | Team BDS      | 25.000 €                                                                      | 100                 |
| 3.    | Team Vitality | 10.000 €                                                                      | 80                  |
| 4.    | G2 Esports    | 5.000 €                                                                       | 60                  |
| 5.    | Astralis      |                                                                               | 50                  |
| 6.    | KOI           |                                                                               | 40                  |
| 7.    | SK Gaming     |                                                                               | 30                  |
| 8.    | Fnatic        |                                                                               | 20                  |
| 9.    | Team Heretics |                                                                               | 10                  |
| 10.   | Excel Esports |                                                                               | 5                   |

### 2023 Summer Split
| Platz | Team          | Bilanz |
| ----- | ------------- | ------ |
| 1.    | G2 Esports    | 8 - 1  |
| 2.    | Fnatic        | 7 - 2  |
| 3.    | Excel Esports | 5 - 4  |
| 4.    | Team Heretics | 5 - 4  |
| 5.    | Team BDS      | 4 - 5  |
| 6.    | SK Gaming     | 4 - 5  |
| 7.    | MAD Lions     | 4 - 5  |
| 8.    | KOI           | 4 - 5  |
| 9.    | Astralis      | 3 - 6  |
| 10.   | Team Vitality | 1 - 8  |

| Platz | Team          | Preisgeld/Auswirkungen        | Championship Points |
| ----- | ------------- | ----------------------------- | ------------------- |
| 1.    | G2 Esports    | 40.000 €                      | 180                 |
| 2.    | Excel Esports | 25.000 €, umbenannt in GIANTX | 150                 |
| 3.    | Fnatic        | 10.000 €                      | 120                 |
| 4.    | Team Heretics | 5.000 €                       | 90                  |
| 5.    | Team BDS      |                               | 75                  |
| 6.    | SK Gaming     |                               | 60                  |
| 7.    | MAD Lions     | umbenannt in MAD Lions KOI    | 45                  |
| 8.    | KOI           | umbenannt in Rogue            | 30                  |
| 9.    | Astralis      | verkauft an Karmine Corp      | 15                  |
| 10.   | Team Vitality |                               | 7                   |

### 2023 Season Finals
| Platz | Team          | Preisgeld/Auswirkungen                                  |
| ----- | ------------- | ------------------------------------------------------- |
| 1.    | G2 Esports    | 65.000 €, qualifiziert für Worlds 2023                  |
| 2.    | Fnatic        | 40.000 €, qualifiziert für Worlds 2023                  |
| 3.    | MAD Lions     | 25.000 €, qualifiziert für Worlds 2023                  |
| 4.    | Team BDS      | 15.000 €, qualifiziert für die Worlds Qualifying Series |
| 5.    | Excel Esports | 7.500 €                                                 |
| 6.    | SK Gaming     | 7.500 €                                                 |

### 2024 Winter Split
| Platz | Team          | Bilanz |
| ----- | ------------- | ------ |
| 1.    | G2 Esports    | 7 - 2  |
| 2.    | Team BDS      | 7 - 2  |
| 3.    | SK Gaming     | 5 - 4  |
| 4.    | MAD Lions KOI | 5 - 4  |
| 5.    | Fnatic        | 5 - 4  |
| 6.    | Team Vitality | 4 - 5  |
| 7.    | Team Heretics | 4 - 5  |
| 8.    | GIANTX        | 4 - 5  |
| 9.    | Rogue         | 2 - 7  |
| 10.   | Karmine Corp  | 2 - 7  |

| Platz | Team          | Preisgeld/Auswirkungen                                                        | Championship Points |
| ----- | ------------- | ----------------------------------------------------------------------------- | ------------------- |
| 1.    | G2 Esports    | 40.000 €, qualifiziert für Mid-Season Invitational 2024 und LEC Season Finals | 120                 |
| 2.    | MAD Lions KOI | 25.000 €                                                                      | 100                 |
| 3.    | Team BDS      | 10.000 €                                                                      | 80                  |
| 4.    | Fnatic        | 5.000 €                                                                       | 60                  |
| 5.    | SK Gaming     |                                                                               | 45                  |
| 6.    | Team Vitality |                                                                               | 45                  |
| 7.    | Team Heretics |                                                                               | 30                  |
| 8.    | GIANTX        |                                                                               | 30                  |
| 9.    | Rogue         |                                                                               | 0                   |
| 10.   | Karmine Corp  |                                                                               | 0                   |

### 2024 Spring Split
| Platz | Team          | Bilanz |
| ----- | ------------- | ------ |
| 1.    | Fnatic        | 6 - 3  |
| 2.    | Team Vitality | 6 - 3  |
| 3.    | G2 Esports    | 6 - 3  |
| 4.    | Team Heretics | 6 - 3  |
| 5.    | Team BDS      | 5 - 4  |
| 6.    | GIANTX        | 4 - 5  |
| 7.    | MAD Lions KOI | 4 - 5  |
| 8.    | SK Gaming     | 3 - 6  |
| 9.    | Rogue         | 3 - 6  |
| 10.   | Karmine Corp  | 2 - 7  |

| Platz | Team          | Preisgeld/Auswirkungen                                                        | Championship Points |
| ----- | ------------- | ----------------------------------------------------------------------------- | ------------------- |
| 1.    | G2 Esports    | 40.000 €, qualifiziert für Mid-Season Invitational 2024 und LEC Season Finals | 145                 |
| 2.    | Fnatic        | 25.000 €                                                                      | 120                 |
| 3.    | Team BDS      | 10.000 €                                                                      | 95                  |
| 4.    | Team Vitality | 5.000 €                                                                       | 70                  |
| 5.    | Team Heretics |                                                                               | 55                  |
| 6.    | MAD Lions KOI |                                                                               | 55                  |
| 7.    | GIANTX        |                                                                               | 35                  |
| 8.    | SK Gaming     |                                                                               | 35                  |
| 9.    | Rogue         |                                                                               | 0                   |
| 10.   | Karmine Corp  |                                                                               | 0                   |

### 2024 Summer Split
| Platz | Team          | Bilanz |
| ----- | ------------- | ------ |
| 1.    | SK Gaming     | 8 - 1  |
| 2.    | Team BDS      | 8 - 1  |
| 3.    | G2 Esports    | 7 - 2  |
| 4.    | Fnatic        | 6 - 3  |
| 5.    | Karmine Corp  | 4 - 5  |
| 6.    | Team Heretics | 3 - 6  |
| 7.    | GIANTX        | 3 - 6  |
| 8.    | MAD Lions KOI | 2 - 7  |
| 9.    | Team Vitality | 2 - 7  |
| 10.   | Rogue         | 2 - 7  |

| Platz | Team          | Preisgeld/Auswirkungen                                       | Championship Points |
| ----- | ------------- | ------------------------------------------------------------ | ------------------- |
| 1.    | G2 Esports    | 40.000 €, qualifiziert für Worlds 2024 und LEC Season Finals | 180                 |
| 2.    | Fnatic        | 25.000 €, qualifiziert für LEC Season Finals                 | 150                 |
| 3.    | Team BDS      | 10.000 €, qualifiziert für LEC Season Finals                 | 120                 |
| 4.    | Karmine Corp  | 5.000 €                                                      | 90                  |
| 5.    | SK Gaming     |                                                              | 65                  |
| 6.    | GIANTX        |                                                              | 65                  |
| 7.    | MAD Lions KOI | umbenannt in Movistar KOI                                    | 45                  |
| 8.    | Team Heretics |                                                              | 45                  |
| 9.    | Team Vitality |                                                              | 0                   |
| 10.   | Rogue         |                                                              | 0                   |

### Season Finals 2024
| Platz | Team          | Preisgeld/Auswirkungen                               |
| ----- | ------------- | ---------------------------------------------------- |
| 1.    | G2 Esports    | 65.000 €, qualifiziert für Worlds 2024               |
| 2.    | Fnatic        | 40.000 €, qualifiziert für Worlds 2024               |
| 3.    | MAD Lions KOI | 25.000 €, qualifiziert für Worlds 2024 Play-In Stage |
| 4.    | Team BDS      | 15.000 €                                             |
| 5.    | SK Gaming     | 7.500 €                                              |
| 6.    | GIANTX        | 7.500 €                                              |